# Amerikaanse rode eekhoorn
De Amerikaanse rode eekhoorn (Tamiasciurus hudsonicus) is een zoogdier uit de familie van de eekhoorns (Sciuridae). De wetenschappelijke naam van de soort werd voor het eerst geldig gepubliceerd door Johann Christian Polycarp Erxleben in 1777.

## Voorkomen
De soort komt voor in Canada en de Verenigde Staten. In 2015 werden enkele individuen ook in België waargenomen, waar ze van nature niet voorkomen. Deze soort wordt momenteel waargenomen in Rotterdam. Mogelijk had het vrouwtje, dat dood werd aangetroffen, in de vrije natuur jongen gekregen.